# Deep Purple in Rock
In Rock er et album fra den britiske rockgruppe Deep Purple, udgivet i juni 1970. Det var gruppens fjerde studiealbum, og det første med den klassiske Mark II-line-up, med Ian Gillan og Roger Glover som nye medlemmer. 
Albummet blev indspillet i IBC, De Lane Lea og Abbey Road Studios i 1969 og 1970 og udgivet på Label Harvest Records.
Før In Rock havde gruppen vekslet mellem hård rock og instrumentale sange, og havde blandt andet indspillet coversange af The Beatles og Neil Diamond. På dette album er alle sange originale og krediteret alle fem gruppemedlemmer, og stilen er for størstedelen hård rock. Den mest kendte sang er sandsynligvis den 10 minutter lange "Child in Time", der starter som en ballade og avancerer til en rocksang med flere soloimprovisationer undervejs.

## Spor
1. "Speed King" – 5:49
2. "Bloodsucker" – 4:10
3. "Child in Time" – 10:14
4. "Flight of the Rat" – 7:51
5. "Into the Fire" – 3:28
6. "Living Wreck" – 4:27
7. "Hard Lovin' Man" – 7:11

## Medlemmer
- Ritchie Blackmore – guitar
- Ian Gillan – vokal
- Roger Glover – bas
- Jon Lord – Keyboard, orgel
- Ian Paice – trommer